# Meythet
Meythet là một xã trong tỉnh Haute-Savoie thuộc vùng Rhône-Alpes đông nam Pháp.

## Geography
The Fier forms most of the commune's south-eastern border.